# Aubigné-sur-Layon
Aubigné-sur-Layon è un comune francese di 372 abitanti situato nel dipartimento del Maine e Loira nella regione dei Paesi della Loira.

## Società

### Evoluzione demografica
Abitanti censiti